# Mucuna cyclocarpa
Mucuna cyclocarpa là một loài thực vật có hoa trong họ Đậu. Loài này được F.P.Metcalf miêu tả khoa học đầu tiên.